# Nicole Kriz
Nicole Kriz (Bankstown, 13 december 1983) is een voormalig tennisspeelster uit Australië. Zij begon op zesjarige leeftijd met tennis, en wordt gecoacht door Greg Perkins. Haar favoriete ondergrond is hardcourt. Zij speelt rechtshandig. Zij was actief in het proftennis van 2001 tot en met 2010.

## Loopbaan

### Enkelspel
Kriz debuteerde in 1999 op het ITF-toernooi van Warrnambool (Australië). Zij stond in 2001 voor het eerst in een finale, op het ITF-toernooi van Ibaraki (Japan) – zij verloor van landgenote Samantha Stosur. In 2003 veroverde Kriz haar eerste titel, op het ITF-toernooi van Rebecq (België), door de Montenegrijnse Danica Krstajić te verslaan. In totaal won zij twee ITF-titels, de laatste in 2008 in Berri (Australië).
In 2007 kwalificeerde Kriz zich voor de enige keer voor een WTA-hoofdtoernooi, op het toernooi van Straatsburg. Zij strandde in de eerste ronde.
Haar hoogste positie op de WTA-ranglijst is de 332e plaats, die zij bereikte in augustus 2008.

### Dubbelspel
Kriz behaalde in het dubbelspel betere resultaten dan in het enkelspel. Zij debuteerde in 2000 op het ITF-toernooi van Wellington (Nieuw-Zeeland) samen met landgenote Michelle Summerside. Later dat jaar stond zij voor het eerst in een finale, op het ITF-toernooi van Greenville (VS), samen met Wit-Russin Evgenia Subbotina – hier veroverde zij haar eerste titel, door het Amerikaanse duo Kristy Blumberg en Elizabeth Schmidt te verslaan. In totaal won zij 23 ITF-titels, de laatste in 2009 in Hamanameer (Japan).
In 2005 speelde Kriz voor het eerst op een WTA-hoofdtoernooi, op het toernooi van Canberra, samen met landgenote Monique Adamczak. Zij stond in 2009 voor de enige keer in een WTA-finale, op het toernooi van Seoel, samen met de Amerikaanse Carly Gullickson – zij verloren van het koppel Chan Yung-jan en Abigail Spears.
Op de grandslamtoernooien kwam zij nooit voorbij de eerste ronde. Haar hoogste positie op de WTA-ranglijst is de 104e plaats, die zij bereikte in juli 2007.

## Posities op deWTA-ranglijst
Positie per einde seizoen:
| jaartal | ranking enkelspel | ranking dubbelspel |
| ------- | ----------------- | ------------------ |
| 2010    | –                 | 594                |
| 2009    | –                 | 119                |
| 2008    | 371               | 191                |
| 2007    | 493               | 144                |
| 2006    | 419               | 172                |
| 2004    | 515               | 238                |
| 2003    | 444               | 325                |
| 2002    | 568               | 353                |
| 2001    | 614               | 499                |
| 2000    | 797               | 524                |

## Palmares
| Legenda                 |
| ----------------------- |
| Grandslamtoernooi       |
| Olympische Spelen       |
| Year-End Championships  |
| Premier Mandatory       |
| Premier Five / WTA 1000 |
| Premier / WTA 500       |
| International / WTA 250 |
| Challenger / WTA 125    |

### WTA-finaleplaatsen enkelspel
Tot op heden geen.

### WTA-finaleplaatsen vrouwendubbelspel
| nr.              | finaledatum | toernooi  | ondergrond | partner          | tegenstandsters              | score    |         |
| ---------------- | ----------- | --------- | ---------- | ---------------- | ---------------------------- | -------- | ------- |
| Gewonnen finales |             |           |            |                  |                              |          |         |
| Geen.            |             |           |            |                  |                              |          |         |
| Verloren finales |             |           |            |                  |                              |          |         |
| 1.               | 2009-09-27  | WTA Seoel | hardcourt  | Carly Gullickson | Chan Yung-jan Abigail Spears | 3-6, 4-6 | details |

## Prestatietabel grandslamtoernooien
| Legenda | Legenda                          |
| ------- | -------------------------------- |
| g.t.    | geen toernooi gehouden           |
| l.c.    | lagere categorie                 |
| –       | niet deelgenomen                 |
| G       | uitgeschakeld in de groepsfase   |
| 1R      | uitgeschakeld in de eerste ronde |
| 2R      | uitgeschakeld in de tweede ronde |
| 3R      | uitgeschakeld in de derde ronde  |
| 4R      | uitgeschakeld in de vierde ronde |
| KF      | uitgeschakeld in de kwartfinale  |
| HF      | uitgeschakeld in de halve finale |
| F       | de finale verloren               |
| W       | het toernooi gewonnen            |
| w-v     | winst/verlies-balans             |

### Enkelspel
Kriz speelde niet in het enkelspel op een grandslamtoernooi.

### Vrouwendubbelspel
| Toernooi        | 2008 | 2009 | 2010 |
| --------------- | ---- | ---- | ---- |
| Australian Open | 1R   | 1R   | 1R   |
| Roland Garros   | –    | –    | –    |
| Wimbledon       | –    | –    | –    |
| US Open         | –    | –    | –    |